# Motobécane AV41, AV42, AV43, AV44 et AV48
Les Motobécane AV41, AV42, AV43, AV44 et AV48 sont des cyclomoteurs appartenant à la famille des "grises".
Lancées en 1960 par Motobécane, elles succédaient à la famille des AV3. en alternative économique à la famille AV7. La production avait lieu dans les ateliers de Pantin en Seine-Saint-Denis (93). Cette gamme avait un châssis monocoque soudé, en rupture avec les vélos motorisés produits jusque-là. Mais le réservoir ne faisait pas partie du cadre et était suspendu sous la selle.
Cette nouvelle construction permettait d'améliorer l'industrialisation en grande série, les emboutis étant moins consommateurs en temps que les cadres en tubes coupés, cintrés et brasés de l'ancienne génération. 
Excepté l'éphémère et basique Av41, toutes disposaient d'un embrayage automatique mais pas de variateur, sauf l'AV48.
Au cours de leurs carrières, les machines vont évoluer en couleur passant du jaune au beige et au gris. En 1963, la gamme subit une modification importante avec la disparition du phare rond au bénéfice d'un phare rectangulaire en plastique de la même couleur que le cadre.

## Versions
- AV41 : "Utilitaire" courte carrière version encore plus dépouillée de l'AV42 dépourvue d'embrayage automatique. Petite couronne AR.
- AV42 : "Utilitaire Dimoby" version de base, fourche rigide, freins avant à patins. Moteur 1,5ch.
- AV43 : courte carrière, comme l'AV42, équipée du grand réservoir.
- AV44 : "Standard Télescopique" fourche télescopique simple, frein à tambour avant, Moteur 2ch. Dès son apparition en 1960, elle a le gros réservoir traversé par le tube de selle.
- AV48 : "Standard Mobymatic" haut de gamme de la série basée sur l'AV44, équipée d'un variateur de vitesse automatique "Mobymatic" et embrayage "Dimoby", d'une grande couronne AR et d'une fourche télescopique simple. Freins à tambour AV-AR.

## Technique
- Cadre acier demi-coque embouti et soudé, réservoir séparé placé sous la selle.
- Motorisation 2 temps 49 cm3. Admission par la jupe AR, 1,5 ou 2ch selon les modèles.
- Embrayage centrifuge automatique côté gauche. (sauf AV41)
- Variateur de vitesse sur AV48.
- Allumage par volant magnétique, et rupteurs côté droit.
- Transmission primaire par courroie sur poulie, puis par chaine à la roue arrière.
- Suspension avant par fourche télescopique simple (sauf AV41, 42 et 43).
- Pas de suspension arrière.